# چرخند جنب‌حاره‌ای

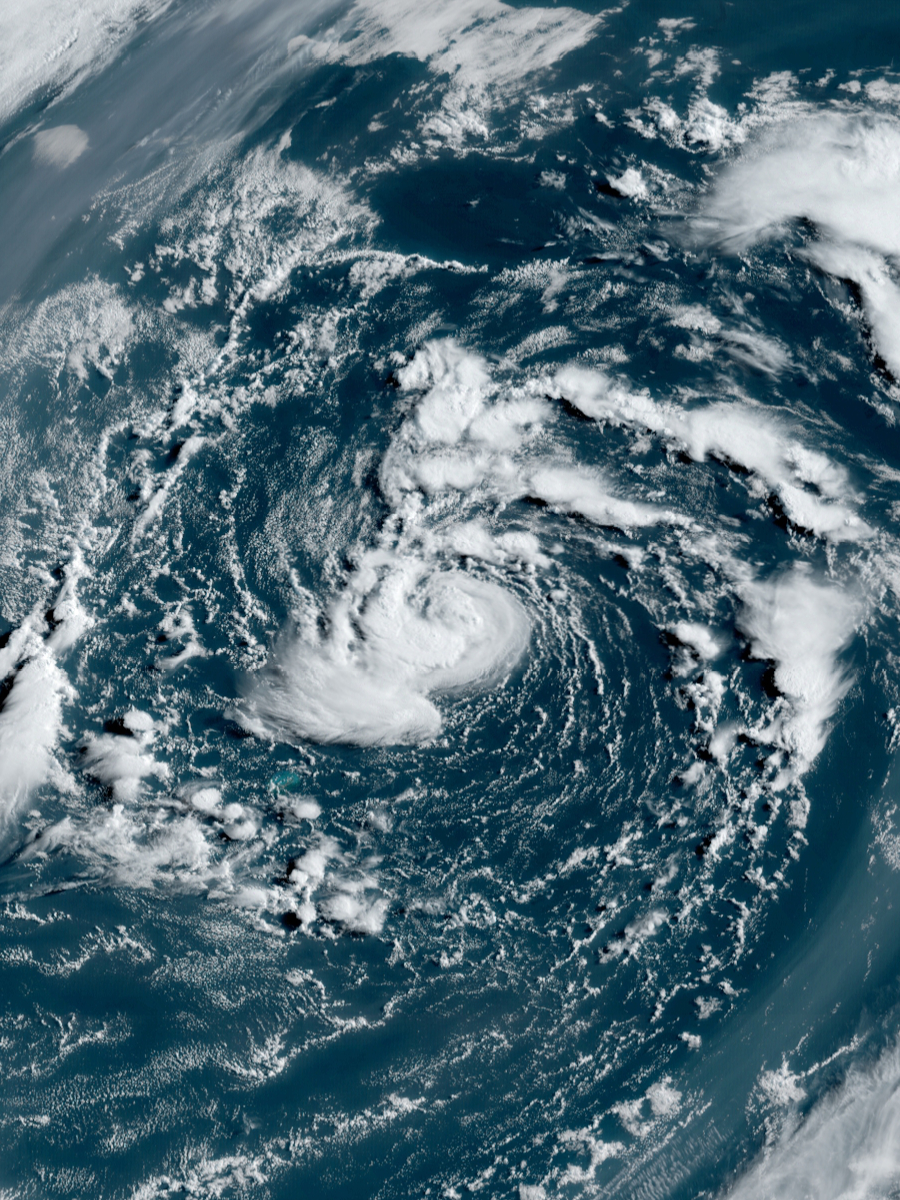
چرخند جنب‌حاره‌ای آنا در اقیانوس اطلس شمالی، مه ۲۰۲۱.

چرخند جنب‌حاره‌ای (انگلیسی: Subtropical cyclone)، نوعی سامانه آب و هوایی است که برخی ویژگی‌های هر دو نوع چرخند حاره‌ای و برون‌حاره‌ای را دارد. در اوایل دهه ۱۹۵۰، هواشناسان مطمئن نبودند که این نوع چرخندها را باید در دسته حاره‌ای یا برون‌حاره‌ای طبقه‌بندی کرد، تا این‌که به‌طور رسمی توسط مرکز ملی توفند در سال ۱۹۷۲ به رسمیت شناخته شده و نام‌گذاری شدند. با شروع سال ۲۰۰۲، اسامی چرخندهای جنب‌حاره‌ای از نام رسمی چرخندهای حاره‌ای گرفته شد که در حوضه‌های اقیانوس اطلس شمالی، جنوب غربی اقیانوس هند و اقیانوس اطلس جنوبی فهرست شده‌اند.
در حال حاضر دو تعریف برای چرخندهای جنب‌حاره‌ای بسته به مکان آنها وجود دارد. در سراسر اقیانوس اطلس شمالی و جنوب غربی اقیانوس هند، این چرخندها به مقداری همرفت مرکزی نیاز دارند که تقریباً نزدیک به مرکز احاطه‌کننده یک هسته گرم‌کننده موجود در سطوح میانی تروپوسفر هستند. 
اما در سراسر نیمه شرقی شمال اقیانوس آرام، آن‌ها به یک چرخند تروپوسفر میانی نیاز دارند تا از کمربند اصلی بادهای غرب‌وزان و تنها با گردش سطحی ضعیف جدا شوند. چرخندهای جنب‌حاره‌ای میدان‌های باد وسیع‌تری با حداکثر بادهای پایدار دارند که دورتر از مرکز از چرخندهای حاره‌ای معمولی قرار دارد و هیچ جبهه هوایی به مرکز آن‌ها متصل نیست.
از آنجایی که چرخندهای جنب‌حاره‌ای در ابتدا از چرخند برون‌حاره‌ای تشکیل می‌شوند که دمای آنها سردتر از حد معمول در مناطق حاره است، بنابراین دمای سطح دریای مورد نیاز برای تشکیل آن‌ها، کمتر از آستانه چرخند حاره‌ای (حدود ۲۶٫۵ درجه سلسیوس) است و این دما با ۳ درجه کاهش به حدود ۲۳ درجه سلسیوس می‌رسد. 
این همچنین بدان معنی است که چرخندهای جنب‌حاره‌ای بیشتر در خارج از محدوده سنتی فصل توفند اقیانوس اطلس شمالی و در عرض‌های جغرافیایی بالاتر شکل می‌گیرند. تشکیل چرخندهای جنب‌حاره‌ای در اقیانوس اطلس جنوبی نیز مشاهده می‌شود، جایی که در آن چرخندهای جنب‌حاره‌ای در تمام ماه‌های سال دیده می‌شود.